# Phyxelida nebulosa
Phyxelida nebulosa is een spinnensoort uit de familie Phyxelididae. De soort komt voor in Tanzania.